# هلکین
هلکین (به انگلیسی: The Halkin) نام یک هتل ۵ ستاره با خدمات سطح بالا در بلگریویا شهر لندن در انگلستان است. هلکین به عنوان یکی از اولین هتل‌های بوتیک لندن شناخته می‌شود.